# Seznam nosilcev spominskega znaka Cesarski vrh 1991
Cesarski vrh 1991 je spominski znak Slovenske vojske, ki je namenjen pripadnikom enot Teritorialne obrambe, ki so 2. julija 1991 aktivno sodelovali pri blokadi in ustavitvi oklepne kolone JLA na območju Cesarskega vrha. Znak je 16. oktobra 2006 kot prvi podelil takratni minister za obrambo Republike Slovenije Karl Erjavec.

## Opis
Spominski znak CESARSKI VRH 1991 ima obliko ščita iz poznogotskega obdobja, je velik 35 mm in v najširšem delu širok 30 mm. Kovan je iz 2 mm debelega bakra, pozlačen, pobarvan in prevlečen s prozornim poliestrskim emajlom. V zgornjem delu je na zeleni podlagi 3,5 mm velik napis CESARSKI VRH, v srednjem delu so upodobljeni štirje tanki, protioklepne ovire in eksplozija v rdeči barvi, v spodnjem delu pa je 3,5 mm velik datum 2. VII. 1991. Napis na znaku, datum, tanki, ovire, črte in obrobe med barvami so polirani in pozlačeni. Znak je na zadnji strani oštevilčen in ima priponko. Nadomestna oznaka je modre barve, z zlatim lipovim listom, ki ga križa puška. Spominski znak in nadomestna oznaka sta pakirana v temno modri škatli, veliki 90 x 110 mm. Na zunanji strani pokrova škatle je na spodnjem delu v zlatotisku napis CESARSKI VRH 1991, na notranji strani pokrova, v njegovem srednjem delu pa sta ime in priimek prejemnika spominskega znaka.

## Seznam
- 16. oktober 2006[2]: Franc Ambrožič, Tone Arh, Florijan Bajc, Vladimir Bečaj, Boštjan Brenčič, Samo Brenčič, Silvester Brenčič, Darko Brus, Jože Brus, Marko Brus, Jože Celarc, Bojan Černigoj, Aleksander Česnik, Milan Česnik, Franjo Čretnik, Jakob Čuk, Roman Eržen, Bojan Gantar, Alojz Glaser, Janez Gostiša, Tomaž Jerina, Jernej Jeriša, Simon Kavčič, Iztok Klančar, Stane Klančar, Tomislav Kobasič, Franc Košir, Daniel Krivec, Marijan Krušec, Danijel Kuštrin, Bojan Leskovec, Franc Leskovec, Peter Logar, Janez Lukan, Jože Maček, Janez Marinko, Anton Masle, Branko Mihevc, Bartol Mikec, Janez Mikuž, Drago Mlinar, Jože Modrijan, Peter Nagode, Zdravko Nagode, Branko Orešnik, Samo Pivk, Mitja Podkrajšek, Vojko Prezelj, Jožko Renar, Vinko Rožmanc, Janez Rudolf, Anton Rupnik, Bojan Rupnik, Frančišek Rupnik, Joško Rupnik, Primož Rupnik, Vinko Rupnik, Marjan Slabe, Milan Stojko, Jože Šušterišč, Iztok Trček, Franc Turk, Andrej Urana, Danijel Verdinek, Srečko Vidmar, Andrej Zalar, Roman Kordič (posmrtno), Slavko Maček (posmrtno), Anton Petelin (posmrtno)